# 圣多明各-德拉卡尔萨达
圣多明各-德拉卡尔萨达是西班牙拉里奥哈自治区的一座城市，位于奥哈河畔。
圣多明各-德拉卡尔萨达得名于其建立者多米尼克·德拉卡尔萨达。